# Hunters sjukdom
Hunters sjukdom är en ärftlig sjukdom och tillhör sjukdomsgruppen mukopolysackaridoser (MPS-sjukdomar). Den är en av de sällsynta ämnesomsättningssjukdomar, som beror på en brist på olika så kallade lysosomala enzymer (ämnen som deltar i nedbrytningen av olika substanser i kroppen). Sjukdomen beskrevs första gången 1917 av den kanadensiske professorn Charles Hunter. MPS-sjukdomarna har hittills betecknats med namnet på det saknade enzymet eller med siffror, eller också med namn efter den läkare som först beskrev sjukdomen, som till exempel Hunter. Numera övergår man alltmer till att benämna sjukdomarna med sifferbeteckningarna, till exempel MPS II, eller med namnet på enzymbristen.
Förutom Hunters sjukdom finns ytterligare fem kända MPS-sjukdomar. I Socialstyrelsens kunskapsdatabas om små och mindre kända handikappgrupper finns förutom detta informationsmaterial också material om Hurlers, Maroteaux-Lamys, Morquis, Sanfilippos, Scheies och Slys sjukdomar.

## Förekomst
1 per 150 000 till 1 per 100 000 pojkar föds med Hunters sjukdom (engelska siffror). Enligt en något osäker skattning finns det en person per 2 miljoner invånare i Sverige som har sjukdomen, det vill säga totalt fem till sex personer i landet.

## Orsak till sjukdomen
Hunters sjukdom orsakas av en förändring (mutation) av ett arvsanlag (gen) som kodar för enzymet iduronatsulfatas. Detta enzym deltar i nedbrytningen av kroppens mukopolysackarider (kallas även glukosaminoglykaner), det vill säga ämnen som bland annat innehåller långa kolhydratkedjor och ingår som komponenter i kroppens olika vävnader. Nedbrytningen sker normalt i cellernas lysosomer (små funktionsenheter i cellerna). Vid Hunters sjukdom saknas iduronatsulfatas, och mukopolysackariderna ansamlas i stället i cellerna och ger upphov till en fortskridande skada på olika vävnader och organ i kroppen.

## Behandling
Den enda tillgängliga behandlingen är idursulfas (Elaprase) som ersätter kroppens iduronatsulfatas. Denna behandling är mycket dyr, och flera landsting har beslutat att inte subventionera medlet. Dock har flera överklaganden gett resultat, då man menar att man ska behandla en dödlig sjukdom när den har en så uppenbar bot.